# Gennaro Cassiani
Gennaro Cassiani (Spezzano Albanese, 13 settembre 1903 – Roma, 14 luglio 1978) è stato un politico, avvocato e saggista italiano.
Ha ricoperto l'incarico di ministro delle Poste e delle Telecomunicazioni nei governi Fanfani I e Scelba e di ministro della Marina Mercantile negli esecutivi Segni I e Zoli. 

## Biografia
Nipote dell'avvocato Ambrogio Arabia, sindaco del comune di Cosenza dal 1913 al 1917 e presidente dell'ordine forense dal 1919 al 1926, in gioventù si avvicinò al socialismo, diventando un mazziniano di formazione radicale; nel 1925 discusse la tesi di laurea in giurisprudenza su "Il diritto di resistenza individuale e collettivo". Per la sua inclinazione politica non fu però ammesso alla Scuola allievi ufficiali dei Carabinieri.
Fondò e diresse negli anni trenta la rivista Tribunali calabresi, alla quale collaborarono illustri giuristi e letterati. Fondò e diresse anche altri periodici giuridici e politici (Tribunali, Tribune, Oggi e domani).
A metà degli anni trenta si iscrisse al Movimento Laureati di Azione Cattolica e iniziò a scrivere su Parola di vita, sottolineando il dovere dell'impegno politico. Organizzò quindi, dal 1942, la Democrazia Cristiana in Calabria. Partecipò al Congresso dei partiti antifascisti a Bari nel gennaio 1944, in rappresentanza della DC, e nel luglio dello stesso anno viene eletto alla Direzione nazionale dello Scudo crociato.
Nel secondo e nel terzo Governo Bonomi fu nominato sottosegretario ai Lavori pubblici, ed è stato sottosegretario al Lavoro e previdenza sociale nel Governo Parri e nel I e II Governo De Gasperi.

Consultore nazionale, deputato costituente e parlamentare fino al 1976, è stato sottosegretario alla Giustizia nel IV e nel V Governo De Gasperi, sottosegretario al Tesoro nel VII Governo De Gasperi (con delega ai danni di guerra) e nell'VIII Governo De Gasperi, oltre che nel Governo Pella.

È stato Ministro delle poste e delle telecomunicazioni  nel I Governo Fanfani e nel Governo Scelba, e Ministro della marina mercantile  nel I Governo Segni, nel Governo Zoli e nel I Governo Andreotti.
Seguace di Luigi Sturzo, cercò di promuovere nella sua regione le industrie naturali, collegate all'agricoltura, che consentissero la salvaguardia del patrimonio naturale della Calabria.

## Gennaro Cassiani e la cultura arbëreshë
Gennaro Cassiani fu anche un profondo studioso della cultura della minoranza italo-albanese, a cui apparteneva e si adoperò per 
mantenere vive le parlate arbëreshë, la fedeltà al rito bizantino originario e la loro diversità linguistica. Egli stesso non mancava di partecipare alle funzioni di rito bizantino-greco dell'eparchia di Lungro. Nel 1965, a Santa Sofia d'Epiro, parlò a migliaia di arbëreshë, provenienti da tutte le comunità d'Italia e d'America, in occasione della celebrazione della “Primavera degli Italo-albanesi”. Fu presidente della commissione per il V centenario della morte di Giorgio Castriota Scanderbeg e, il 25 aprile 1968, ne tenne la commemorazione ufficiale davanti a migliaia di arbëreshë ed esuli albanesi convenuti a Roma, in Piazza Albania, davanti al monumento dell'eroe. Tra i suoi sogni c'era l'insegnamento della lingua albanese nelle scuole, che fu introdotto molti anni dopo, con la legge n. 482 del 1999. Patrocinò da giovanissimo assieme al padre Ferdinando la prima mostra del pittore Luigi Amato e ne incoraggiò gli studi e la carriera.